# Nicolas Tourte
Nicolas Tourte (Chambery, 18 de agosto de 1979) é um tenista francês. Sua melhor classificação de simples é o N°. 215 da ATP alcançado em 7 de maio de 2007, enquanto nas duplas, conquistou a posição de N°. 103 da ATP em 23 de julho 2007.